# 各年のベトナムの一覧
各年のベトナムの一覧（かくねんのベトナムのいちらん）は、ベトナムの各年ごとの記事の一覧。この一覧ではベトナムの各年ごとの記事の他、各世紀と各年代、ベトナムの各分野における各年ごとの記事についても取り扱う。

## 一覧

### 20世紀
- 1910年代
  - 1915年のベトナム（英語版） 1917年のベトナム（英語版）
- 1960年代のベトナム
  - 1966年のベトナム（英語版）

### 21世紀
- 2000年代のベトナム
  - 2007年のベトナム（英語版）
- 2010年代のベトナム
  - 2010年のベトナム（ベトナム語版） 2011年のベトナム（ベトナム語版） 2012年のベトナム（ベトナム語版） 2013年のベトナム（英語版） 2014年のベトナム（英語版）
  - 2015年のベトナム（英語版） 2016年のベトナム（英語版） 2017年のベトナム（英語版） 2018年のベトナム（英語版） 2019年のベトナム（英語版）
- 2020年代のベトナム
  - 2020年のベトナム（ベトナム語版） -  2021年のベトナム（ベトナム語版） - 2022年のベトナム - 2023年のベトナム（英語版）